# ジョン・ダイアック
ジョン・ダイアック（John Diack、1828年 - 1900年9月7日）はイギリス出身の技術者で、香港植民地政府でしばらく働いた後、明治政府に雇われ、鉄道建設等に力を発揮した。

## 経歴・人物
1870年（明治3年）ジョン・イングランドらとともに明治政府のお雇いとなり、工部省鉄道寮の副技術主任として、鉄道建設に尽力した。
新橋 - 横浜間の鉄道敷設の測量を指導し、同時期にダイアックは同線に0マイルの標杭を打ち込んだと見られる。1881年（明治14年）に工部省を退職して横浜に転勤し、自営業を営む。1883年（明治16年）には後の東海道本線である京都 - 大阪 - 神戸間の測量や敷設工事も指導した。また鉄道関係技術以外にも、日本郵船支店等の多くの建築物の設計に携わった。
1900年（明治33年）死去し、横浜外国人墓地に葬られた。